# James Robinson (athlétisme)
James Robinson (né le 27 août 1954 à Oakland en Californie) est un athlète américain, spécialiste des courses de demi-fond.

## Biographie
Il participe aux Jeux olympiques d'été de 1976 à Montréal où il atteint les demi-finales du 800 mètres.
En 1979, il remporte la médaille d'or des Jeux panaméricains en devançant notamment le champion olympique Alberto Juantorena.
Il se classe deuxième de la Coupe du monde des nations 1979 et 1981, et cinquième des championnats du monde 1983.